# Skjöldungar
Con la parola norrena Skjöldungar (singolare Skjöldung, in antico inglese Scylding, plurale Scyldingas), ci si riferisce ad una leggendaria famiglia reale danese e a volte agli stessi Danesi. Il nome in molti testi è spiegato da quello di un antenato della famiglia, il re Skjöld/Scyld; tuttavia questo titolo è stato attribuito a membri della famiglia precedenti a questo re, così si pensa che il supposto re Scyld/Skjöld sia in realtà solo una leggenda per spiegare il nome della famiglia. C'era una volta una saga su questa famiglia, la Saga degli Skjöldungar, ma ora ne possediamo solo un riassunto in latino stilato da Arngrímur Jónsson.

## Da Skjöld a Healfdene
Il numero, i nomi e l'ordine dei re degli Skjöldung varia molto a seconda dei testi fino a Halfdan/Healfdene (norreno/anglosassone).
Tutti i testi in antico inglese chiamano il figlio e successore di Scyld Beaw o un nome simile (il nome fu espanso in Beowulf nel poema omonimo, probabilmente per un errore di un copista che pensava che Beaw fosse un'abbreviazione per Beowulf, che è un'altra persona). Nel poema Healfdene sembra essere il figlio di Beaw; ma tutte le fonti scandinave che menzionano sia Skjöld che Halfdan pongono molte generazioni fra i due e non parlano affatto di re Beaw (salvo una genealogia nel prologo dell'Edda in prosa di Snorri Sturluson che è tratta dalle tradizioni inglesi).
Secondo le Gesta Danorum di Saxo Grammaticus (libro 1), a Skjöld succedette il figlio Gram. Poiché gram è anche un aggettivo che significa "fiero" e un appellativo comune di un re, è possibile che Saxo o una sua fonte abbiano male interpretato alcuni passi in cui ci si riferiva a Beaw come un gram e l'abbiano messo erroneamente qui come nome di persona. Saxo parla molto di questo Gram, e ancora di più del figlio Hadingus; il figlio di Hadingus fu Frotho I, che fu il padre di Haldanus I.
Snorri Sturluson nell'Edda, come altri testi in norreno, chiama il figlio di Skjöld Fridleif e il figlio di questi Fróði, sotto il cui regno nel mondo ci fu pace. Snorri nomina Fróði anche nella Saga degli Ynglingar; ma in quest'opera Snorri introduce anche un secondo Fróði, figlio di un certo Dan Mikilláti. Il secondo Fróði è chiamato Fróði Mikilláti e Fróði l'Amante della Pace e somiglia molto ad una copia del primo Fróði. Snorri dice del secondo Fróði che ha come figli Halfdan e un altro Fridleif.
Saxo nei libri 4 e 5, molto dopo il regno di Halfdan e la caduta della famiglia Skjöldung, introduce anch'egli un re di nome Dan, il terzo con questo nome, il cui figlio fu Fridleif il cui figlio fu Fróði sotto il cui regno il mondo fu in pace; questo Fróði è anche il padre di un altro Fridleif secondo Saxo.
Ci sono altre incongruenze negli antenati di Halfdan. I nomi, il numero e l'ordine dei leggendari re danesi sono molto incoerenti nei testi esistenti e sembra che i diversi scrittori e cantastorie abbiano arrangiato diversamente le storie che conoscevano nell'ordine che pareva loro il migliore.

## Healfdene e i suoi discendenti
In tutti i testi Halfdan/Healfdene è padre di Helgi (chiamato Halga nel Beowulf) e Hróar (chiamato Hrothgar nel Beowulf). Nel Beowulf inoltre Healfdene ha un terzo figlio, Heorogar, il quale a sua volta è padre di Heoroweard, che corrisponde ad un certo Hjörvald dei testi norreni la cui ascendenza non è descritta. Le fonti norrene fanno di Hjörvald il marito della sorella di re Hrólf e narrano di come Hjörvald si ribello al re e lo bruciò nel suo salone; ma anche Hjörvald fu assassinato e con lui si concluse il governo della Danimarca da parte degli Skjöldung.

## Altri Skjöldungar
Una linea successiva è detta dalle fonti una discendente degli Skjöldungar:
- Halfdan il Valoroso
- Ivar Vidfamne
- Harald Hildetand
- Östen Beli